# Torneo Interbritannico 1934
Il Torneo Interbritannico 1934 fu la quarantaseiesima edizione del torneo di calcio conteso tra le Home Nations dell'arcipelago britannico. Il torneo fu vinto dalla Nazionale gallese per il secondo anno consecutivo.

## Risultati
| Data              | Luogo     | Squadra 1   | Risultato | Squadra 2   |
| ----------------- | --------- | ----------- | --------- | ----------- |
| 16 settembre 1933 | Glasgow   | Scozia      | 1 - 2     | Irlanda     |
| 4 ottobre 1933    | Cardiff   | Galles      | 3 - 2     | Scozia      |
| 14 ottobre 1933   | Belfast   | Irlanda     | 0 - 3     | Inghilterra |
| 4 novembre 1933   | Belfast   | Irlanda     | 1 - 1     | Galles      |
| 15 novembre 1933  | Newcastle | Inghilterra | 1 - 2     | Galles      |
| 14 aprile 1934    | Londra    | Inghilterra | 3 - 0     | Scozia      |

## Classifica
| Pos | Squadra     | Pti | G | V | N | P | GF | GS |
| --- | ----------- | --- | - | - | - | - | -- | -- |
| 1   | Galles      | 5   | 3 | 2 | 1 | 0 | 6  | 4  |
| 2   | Inghilterra | 4   | 3 | 2 | 0 | 1 | 7  | 2  |
| 3   | Irlanda     | 3   | 3 | 1 | 1 | 1 | 3  | 5  |
| 4   | Scozia      | 0   | 3 | 0 | 0 | 3 | 3  | 8  |